# 野古墳群
野古墳群（のこふんぐん）は、岐阜県揖斐郡大野町にある古墳群。5世紀 - 6世紀の古墳という。
約1平方キロメートルの地域に中・小型の古墳が集中している。そのうち14基は1957年（昭和32年）、国の史跡に指定されている。

## 概要
濃尾平野の西北縁に所在する。周囲は、水田・柿畑になっている。
かつては28基以上の古墳があったという。古い絵図にその姿が記されており、10号墳から17号墳が地中レーダー探査によって確認されている。14基が国の史跡「野古墳群」に指定されている。
現存するのは1号墳から9号墳の9基であり、このうち1号墳から6号墳には名称がある。
以下のデータは、岐阜県や大野町のサイトなどよりまとめた表である。
| 名称                            | 写真 | 墳形         | 規模                                                                                | 概要 |
| ------------------------------- | ---- | ------------ | ----------------------------------------------------------------------------------- | --- |
| 1号墳 モタレ古墳                |      | 前方後円墳   | 主軸全長54m 直径36m 高さ6m                                                          | 以前は円墳とされていたが、1989年（平成元年）の調査で周濠が確認され、前方後円墳とされている。その調査の際に周濠からは円筒埴輪や朝顔型埴輪の破片、須恵器、鋤と見られる木器が出土した。                                                                                 |
| 2号墳 不動塚古墳                |      | 前方後円墳   | 主軸全長64m 後円部の直径44m 後円部の高さ7m 前方部の長さ18m 前方部の先端幅11m 高さ1m | 1989年（平成元年）の調査で周濠から円筒埴輪の破片が出土した。前方部はかなり削られており、低くなっている。 |
| 3号墳 南屋敷西古墳 (出口塚古墳) |      | 前方後円墳   | 主軸全長76m 後円部の直径54m 後円部の高さ5.4m 前方部の先端幅26m 高さ4m               | 1982年（昭和57年）の発掘調査では、周濠と外濠が発見され、墳丘や周濠から円筒埴輪の破片が出土し、築造時期が5世紀後半と推察された。 |
| 4号墳 登越古墳                  |      | 前方後円墳   | 主軸全長83m 後円部の直径52m 後円部の高さ7.3m 前方部の先端幅33m 高さ6m               | 野古墳群で最大の古墳。墳丘や周濠から円筒埴輪の破片が出土した。 |
| 5号墳 南出口古墳 (城塚古墳)     |      | 前方後円墳   | 主軸全長75m 後円部の直径39m 後円部の高さ6.2m 前方部の先端幅28m 高さ5m               | （明治2年）に後円部竪穴式石室から鍍金七乳線彫式獣帯鏡（中国製の鏡、五島美術館所蔵）、馬具、大刀などが出土した。また、平成の調査では周濠から形象埴輪や須恵器が出土した。                                                                                              |
| 6号墳 乾屋敷古墳 (不動庵塚古墳) |      | 前方後円墳   | 主軸全長79m 後円部の直径49m 後円部の高さ6.3m 前方部の先端幅20.3m 高さ4m             | 野古墳群で最初に築造されたと考えられている古墳。南半分が削平されてしまっている。後円部墳丘上に不動院が建立されている為、「不動庵塚」とも呼ばれる。後円部に不動院がある事、周囲が住宅街であることなどから発掘調査は行われていないが、墳丘から円筒埴輪片が採取された。 |
| 7号墳                           |      | 帆立貝形古墳 | 主軸全長29m 後円部の直径22.6m 円部の高さ4.2m                                        | 3号墳の陪塚。円墳と考えられていたが、1983年（昭和58年）に主体部と周壕の確認調査が行われ、帆立貝形古墳であることが判明した。墳丘から円筒埴輪や朝顔型埴輪、石室からは須恵器、管玉、鉄鏃などが出土した。                                                                |
| 8号墳                           |      | 方墳         | 辺長15.8m 高さ3m                                                                    | 1994年（平成6年）の調査で大きさと墳形が確定した。 |
| 9号墳                           |      | 前方後円墳   | 主軸全長30.5m 後円部の直径23m 後円部の高さ約6m                                      | 周濠から円筒埴輪片、須恵器片が出土した。1994年（平成6年）の調査では、以前円墳と考えられていたものが前方後円墳と判明した。 |

## 主な出土物
- 埴輪（南屋敷西古墳から、5世紀後半）
- 刀
- 銅鏡
- 馬具
- 鏃

など

## 所在地
- 岐阜県揖斐郡大野町野